# Kepler-37e
Kepler-37e de es un planeta extrasolar descubierto por el telescopio espacial Kepler en 2014. Con un período orbital de 51 días, que se encuentra a 210 años luz de distancia, que orbita su estrella padre Kepler-37 en la constelación Lyra.